# Landkreis Zschopau
Der Landkreis Zschopau bestand vom 17. Mai 1990 bis zum 1. August 1994 im Freistaat Sachsen.

## Geschichte
Der Landkreis entstand am 17. Mai 1990 durch das Gesetz über die Selbstverwaltung der Gemeinden und Landkreise in der DDR aus dem Kreis Zschopau. Am 1. Januar 1994 kam die Gemeinde Dittersdorf aus dem Landkreis Chemnitz durch Zusammenschluss mit Schlößchen und Weißbach zur neuen Gemeinde Amtsberg ebenso zum Landkreis wie am 1. März 1994 die Gemeinde Dittmannsdorf aus dem Landkreis Flöha durch Eingemeindung nach Gornau. Bei der Kreisreform am 1. August 1994 wurde der Landkreis aufgelöst und größtenteils in den Mittleren Erzgebirgskreis eingegliedert. Die damals und zum Teil heute noch selbständigen Gemeinden Ehrenfriedersdorf, Gelenau, Herold, Jahnsbach und Thum wurden dagegen dem Landkreis Annaberg zugeordnet.

## Geographie
Der im Erzgebirge gelegene Landkreis erreichte mit den Greifensteinen (731 m üb. NN) bei Ehrenfriedersdorf seine maximale Höhe. Der das betrachtete Gebiet beherrschende Fluss war die Zschopau mit ihrem größten linken Nebenfluss, der Wilisch.
| Landkreis Chemnitz  | Landkreis Flöha                             |                      |
| Landkreis Stollberg | Kompassrose, die auf Nachbargemeinden zeigt |                      |
|                     | Landkreis Annaberg                          | Landkreis Marienberg |

## Gliederung
Städte:
1. Ehrenfriedersdorf
2. Thum
3. Wolkenstein
4. Zschopau

Gemeinden:
1. Börnichen/Erzgeb.
2. Drebach
3. Falkenbach
4. Gehringswalde
5. Gelenau
6. Gornau
7. Grießbach
8. Großolbersdorf
9. Herold
10. Hilmersdorf
11. Hohndorf
12. Hopfgarten
13. Jahnsbach
14. Krumhermersdorf
15. Scharfenstein
16. Schlößchen
17. Schönbrunn
18. Streckewalde
19. Venusberg
20. Waldkirchen/Erzgeb.
21. Weißbach
22. Witzschdorf

## Gebietsveränderungen
Die Anzahl der Gemeinden verringerte sich während des Bestehens des Landkreises von 26 auf 23. Diese Gebietsveränderungen umfassten:
- Eingliederung der Gemeinde Hohndorf nach Großolbersdorf (1. Januar 1994)
- Zusammenschluss der Gemeinden Schlößchen und Weißbach mit der Gemeinde Dittersdorf aus dem Landkreis Chemnitz zur neuen Gemeinde Amtsberg (1. Januar 1994)
- Eingliederung der Gemeinde Witzschdorf und der Gemeinde Dittmannsdorf aus dem Landkreis Flöha in die Gemeinde Gornau (1. März 1994)
- Umgliederung der Wohnsiedlung Kamerun aus der Gemeinde Amtsberg in die Gemeinde Kemtau des Landkreises Chemnitz (1. März 1994)

## Verkehr
Durch den Landkreis verlief neben den Bundesstraßen 95, 101 und 174  auch die Zschopautalbahn.